# Sexten

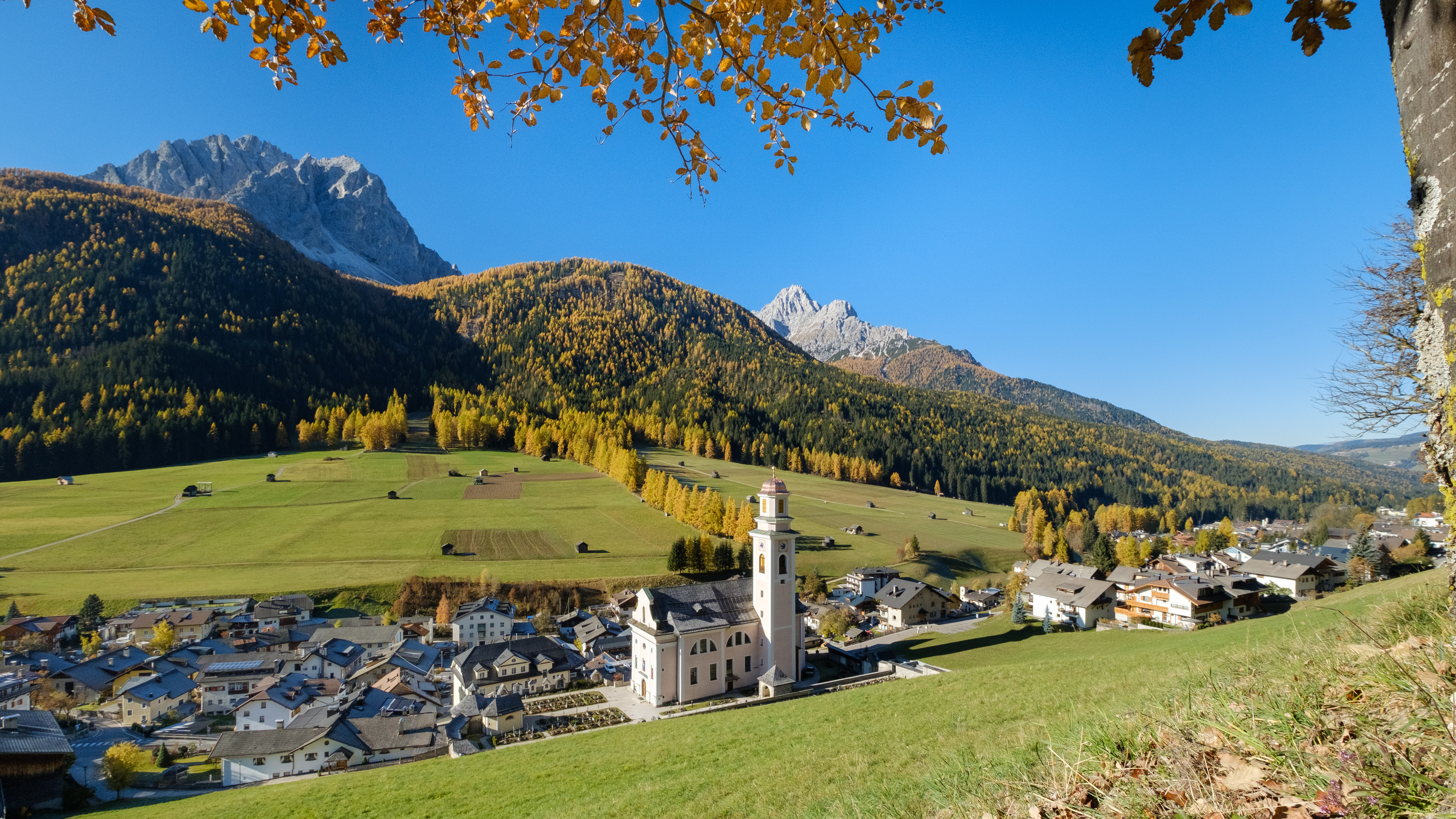
Sexten mit Pfarrkirche Petrus und Paulus

Sexten ([ˈsɛkstn̩]; italienisch Sesto) ist eine italienische Gemeinde mit 1859 Einwohnern (Stand 31. Dezember 2023) in Südtirol. Die bedeutendsten Siedlungen sind der Hauptort St. Veit (Sitz der Gemeindeverwaltung und auch selbst Sexten genannt) und das etwa zwei Kilometer weiter taleinwärts gelegene Dorf Moos.

## Geografie

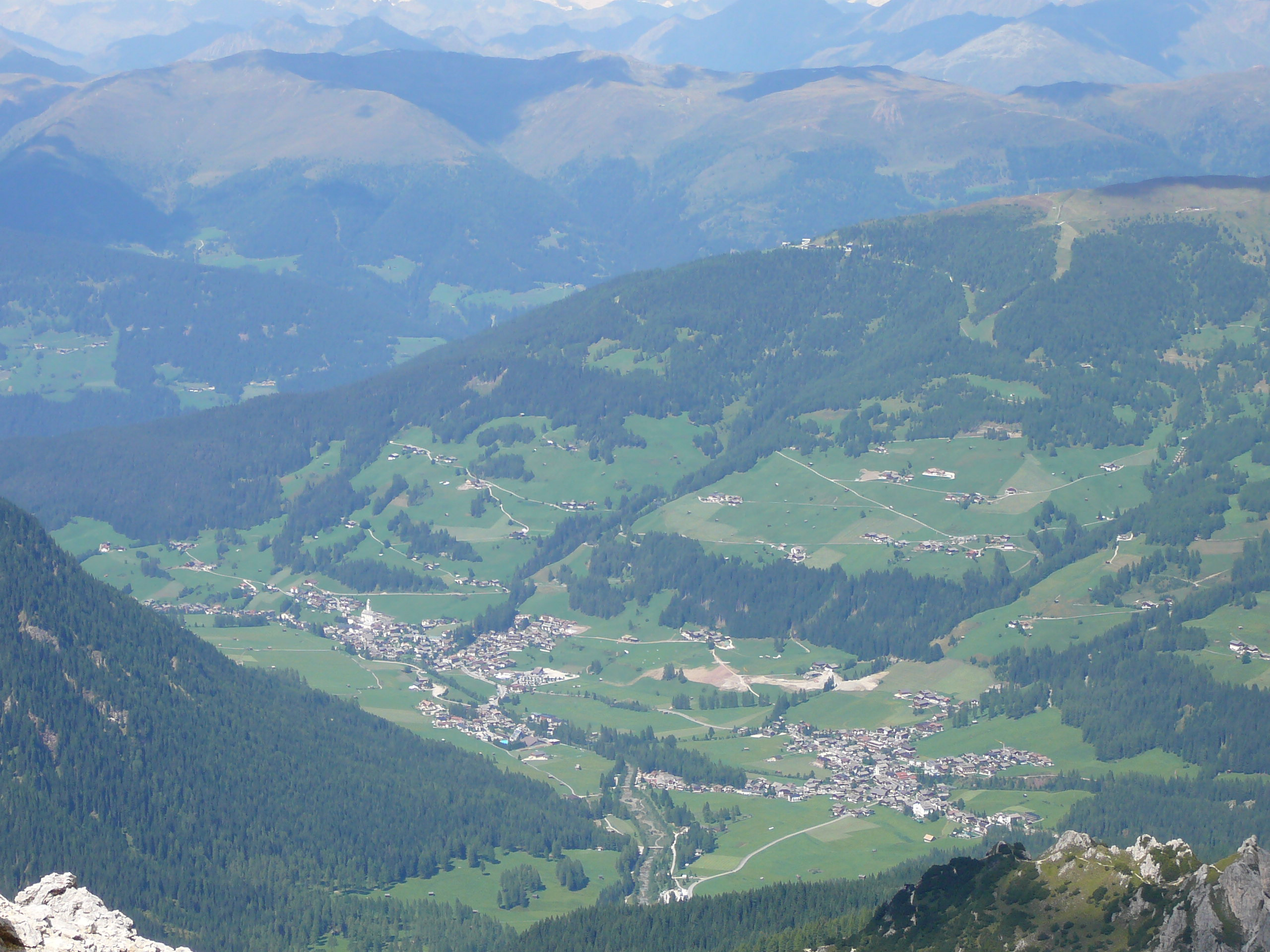
Blick auf das Sextental von Süden: links St. Veit, rechts Moos, hinter den beiden Hauptorten ansteigend der Helm

Die Gemeinde im äußersten Osten Südtirols nimmt – bis auf den Talausgang – das komplette Sextental, kleinere Seitentäler und die umliegenden Berge auf einer Gesamtfläche von 80,88 km² ein. Das Sextental zweigt bei Innichen vom Pustertal in südöstliche Richtung ab und wird auf seiner ganzen Länge vom Sextner Bach durchflossen, einem Zufluss der Drau. Die bedeutendsten dörflichen Siedlungen liegen etwa in der Mitte des Tals: das Gemeindezentrum Sexten (1280–1360 m s.l.m.), nach dem Kirchenpatron Veit auch St. Veit genannt, und das etwa zwei Kilometer taleinwärts gelegene Moos (1330–1390 m). Zwischen diesen beiden Ortschaften entstand ab den 1950er Jahren die Siedlung Waldheim (1310–1320 m). Daneben bestehen noch die sonnseitigen Talhänge besetzenden Fraktionen Kiniger und Mitterberg sowie Schmieden, etwas nordwestlich von St. Veit.
An seiner Nordostflanke wird das Sextental von einem Abschnitt des Karnischen Hauptkamms eingerahmt, der vom nördlichen Pustertal ansteigend im Helm (2434 m) seinen ersten bedeutenden Gipfel findet. Der Kamm trägt die italienisch-österreichische Staatsgrenze und somit auch die Grenze Südtirols zum Bundesland Tirol bzw. zu Osttirol. Im Südosten endet das Sextental am Kreuzbergpass (1636 m), der Südtirol mit dem Cadore (Provinz Belluno, Venetien) verbindet und die Karnischen Alpen von den Dolomiten trennt.
Die Sextner Dolomiten nehmen große Teile im Süden und Südwesten des Gemeindegebiets ein, die fast zur Gänze im Naturpark Drei Zinnen unter Schutz gestellt sind. Erschlossen wird das Gebiet durch das bei Moos Richtung Süden abzweigende und von hohen Bergmassiven umgebene Fischleintal. An der Ostseite und Südseite des Fischleintals ragt die berühmte Sextner Sonnenuhr auf, bestehend aus dem Neuner (2582 m), Zehner (2965 m), Elfer (3092 m), Zwölfer (3094 m) und Einser (2698 m). Im Südwesten bildet der Kamm zwischen Paternkofel (2744 m) und Toblinger Knoten (2617 m) die Gemeindegrenze zu Toblach. Der vom Toblinger Knoten nordwärts streichende Kamm trägt unter anderem die Dreischusterspitze (3145 m), den höchsten Gipfels Sextens, und trennt das Fischleintal vom zu Innichen gehörenden Innerfeldtal im Westen.

## Geschichte

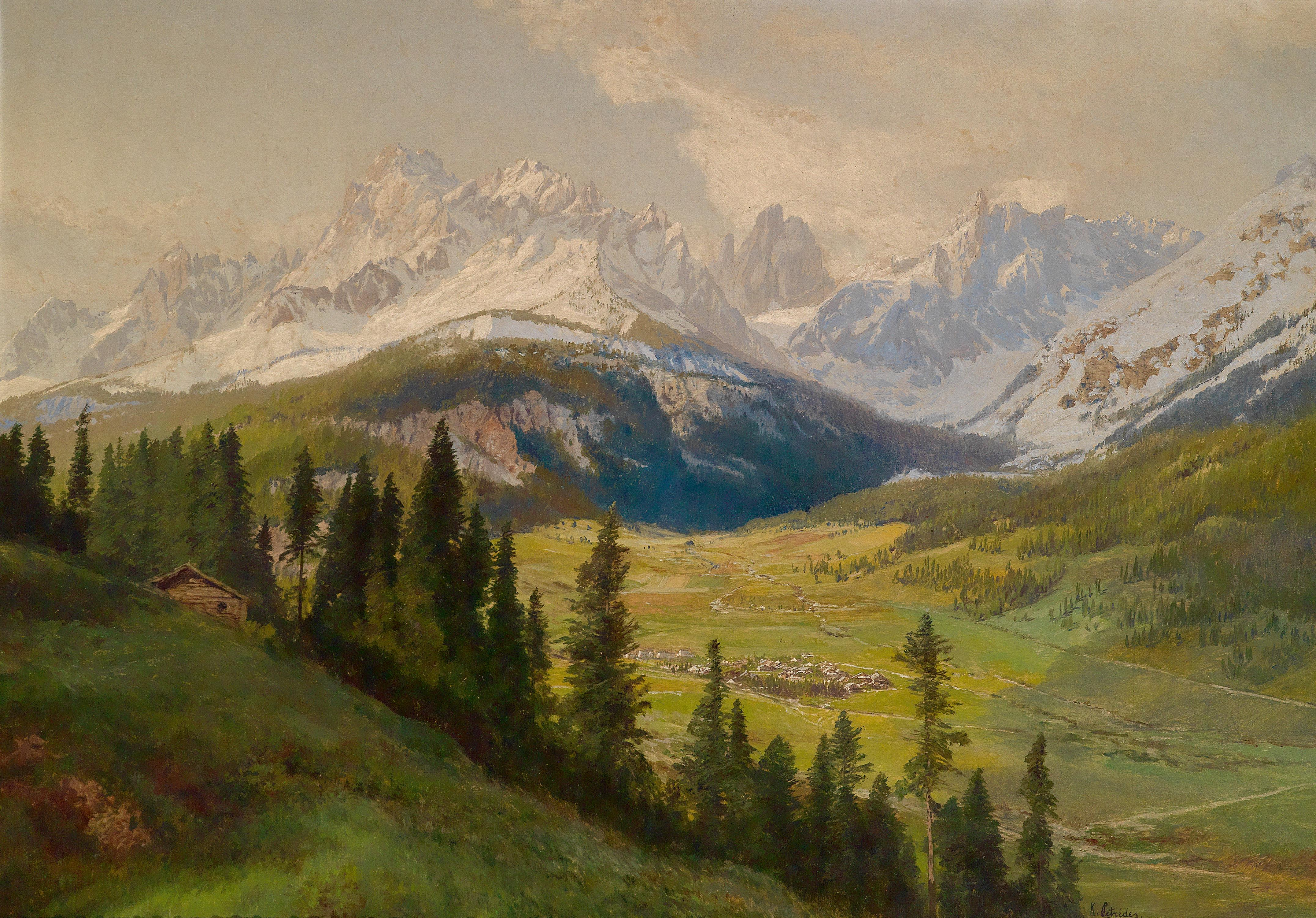
Ansicht von Sexten und Sextner Dolomiten vom Helmberg. Ölgemälde von Konrad Petrides, um 1900

Die Nemesalpe war in der Antike zumindest saisonal besiedelt, darauf weisen ihr Name und Streufunde hin. Das Gebirge um das innerste Fischleintal scheint ein antikes Jagdrevier gewesen zu sein.

### Hutmacher
Mehrere Bürger waren im 17. Jahrhundert in Sexten als Hutmacher tätig. Sie schlossen sich auch zur „Ehrsamen Bruderschaft der Hueter“ zusammen. Rund 70 Sextner verdienten damals ihr Geld als Hutmacher, darunter Mitglieder der Familie Gasser. Damals wurden sogar wasserbetriebene Maschinen eingesetzt. Das Hutmachergewerbe ist hier mittlerweile ausgestorben.

### Steinmetze

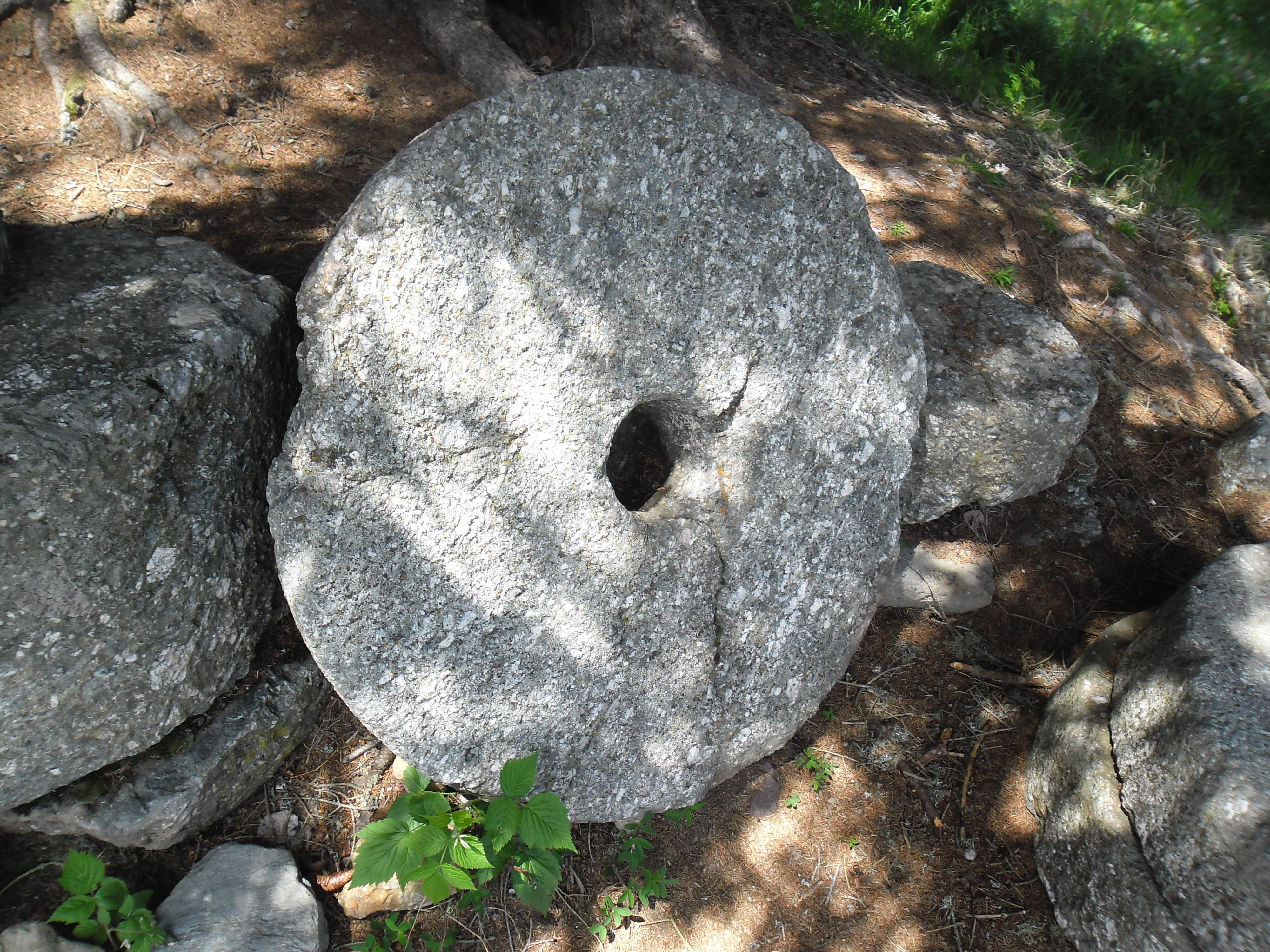
Mühlstein aus Sexten

In Matrikenbücher des 17. Jahrhunderts findet sich als Berufsbezeichnung des Vaters Steinmetz eingetragen. Es wurde das ganze Jahr an den Mühlsteinen gearbeitet. Als Schutzpatron wurde die hl. Katharina und Florian verehrt. Die Steinmetze schlossen sich sogar zu einer Gesellschaft zusammen, die aber nach kurzer Zeit aufgelöst wurde. Die Mühlsteine fanden guten Absatz in Salzburg, Kärnten und Venetien. Im Jahre 1908 sind in Sexten vier Steinmetze aufgeführt. Das Erz fand ich in den Langpigl zwischen Sexten und Innichen. Etwa 300 Mühlsteine sollten laut einer Statistik des Jahres 1868 außer Sexten verkauft werden. Nach dem Zweiten Weltkrieg starb das Handwerk langsam aus.

### Erster Weltkrieg
Im Ersten Weltkrieg war Sexten ein Schauplatz von Kämpfen. Zweieinhalb Jahre lang tobte der Krieg zwischen italienischen und österreichischen Truppen. Noch heute zeugen Löcher, Bunker, Schützengräben und Stellungen in den Felsen hiervon. Der Ort befand sich direkt an der Front und erlebte 1915 eine gewaltsame Evakuierung. Am 12. August 1915 wurde St. Veit (Pfarrkirche und 23 Gebäude) durch Brandgranaten zerstört. Im Juni 1917 durften die Bürger wieder zurückkehren. Die Pfarrkirche war schwer beschädigt und nicht zu gebrauchen, daher wurden zwei Notkirchen erbaut, die Waldkapelle und die Spritzenhütte. Am Samstagnachmittag unterrichtete der Sextner Pfarrer die wenigen Schüler beim Honsa Lois in der Stube, am Sonntagvormittag wurde in der Waldkapelle ein feierlicher Gottesdienst gehalten und nachmittags eine Andacht.

## Etymologie
Die erste Erwähnung Sextens datiert von 925 bzw. 965, als – laut einer im 12. Jahrhundert hergestellten diplomatischen Fälschung – angeblich Kaiser Otto I. Almgebiete in „Uiscalina, Sexta, Nemes“ im Gebiet von Kloster Innichen an die Kirche St. Maria und St. Korbinian in Freising übertrug. Bei den Besitzungen handelt es sich um das Hochtal Fischlein, um (Mitter-)Sexten und um die Nemesalpe in Innersexten (heutige Sextner- und Klammbachtalalm). Es ist umstritten, woher der heutige Name Sexten stammt, die Erklärungsversuche hierzu gehen auseinander, eventuell besteht eine Verbindung zur keltoromanischen Siedlung Littamum.

## Politik

### Bürgermeister
Bürgermeister seit 1952:
- 1952–1956: Peter Pfeifhofer
- 1956–1969: Franz Villgrater
- 1969–1970: Alois Strobl
- 1970–1975: Franz Villgrater
- 1975–1976: Wilhelm Rainer
- 1976–1990: Johann Holzer
- 1990–2005: Wilhelm Rainer
- 2005–2020: Fritz Egarter
- seit 2020: Thomas Summerer

### Wappen
Seit 1972 führt die Gemeinde (verliehen per Landesdekret) ein Wappen, das nach historischem Vorbild auf blauem Schild die Drei Zinnen in weißer Farbe und auf dem Gipfel des mittleren eine schwarze Gämse zeigt.

### Partnergemeinden
- St. Veit in Defereggen, Österreich
- Zermatt, Schweiz

## Bevölkerung
Sexten ist gemäß den erhobenen Sprachgruppenzugehörigkeitserklärungen bzw. Sprachgruppenzuordnungserklärungen eine weitgehend deutschsprachige Gemeinde. Als Berechnungsgrundlage der folgenden Prozentwerte wurden die gültigen Erklärungen von Personen mit italienischer Staatsbürgerschaft herangezogen.
| Sprache     | 1981    | 1991    | 2001    | 2011    | 2024    |
| ----------- | ------- | ------- | ------- | ------- | ------- |
| Deutsch     | 98,42 % | 97,42 % | 96,58 % | 95,37 % | 92,37 % |
| Italienisch | 1,52 %  | 2,41 %  | 3,20 %  | 4,36 %  | 7,38 %  |
| Ladinisch   | 0,06 %  | 0,17 %  | 0,22 %  | 0,27 %  | 0,25 %  |

## Bildung
In Sexten befinden sich zwei Kindergärten sowie eine Grundschule, die dem deutschen Schulsprengel der Nachbargemeinde Innichen angeschlossen ist.

## Verkehr
Für den Kraftverkehr erschlossen ist die Gemeinde in erster Linie durch die SS 52.

## Sehenswürdigkeiten
Die Kirche St. Peter und Paul in St. Veit (Hauptort) enthält Deckengemälde des Bozner Künstlers Albert Stolz. Am Friedhofseingang ist in einem Rundbau der Totentanz von Rudolf Stolz zu sehen.
Noch heute existiert die historische Festung Mitterberg aus der Zeit vor dem Ersten Weltkrieg.
Im Friedhof befinden sich Arkadenbilder von Albert Stolz, Rudolf Stolz, Margarethe Stolz-Hoke und Johann Baptist Oberkofler. Die Filialkirche zum hl. Josef in der Fraktion Moos wird schon 1945 im Stiftsbrief des Josef Egarter von Rosenau aufgeführt.
Rudolf Stolz ist auch das im Ortszentrum befindliche Rudolf-Stolz-Museum gewidmet. Es zeigt in zwei Schauräumen vorwiegend Planskizzen und Entwürfe zu den zahlreichen Fresken sowie Studien, Aquarelle und graphische Arbeiten von Rudolf Stolz, sowie temporäre Sonderausstellungen anderer Künstler.
Um 1820 wurde von Valentin Wassermann das Valentinskirchlein am Eingang des Fischleintals erbaut.
Das Lordisstöckl am Wege zur Waldkapelle wurde um 1890 von Klara Rogger erbaut und wird von den Sextnern gerne bei besonderen Anliegen aufgesucht.
Am Außerberg finden sich Schalensteine, die von Pfarrer Küer entdeckt wurden. Sie zählen zu den ältesten Siedlungsspuren in Sexten.

## Architekturpreis
Durch die Vereinigung Sexten Kultur wird der anerkannte Architekturpreis für Neues Bauen in den Alpen verliehen. Nach den Jahren 1992, 1996 und 1999 wurde der Preis im September 2006 erneut vergeben (Preisträger 2006: Gion A. Caminada und Rainer Köberl & Astrid Tschapeller).

## Tourismus

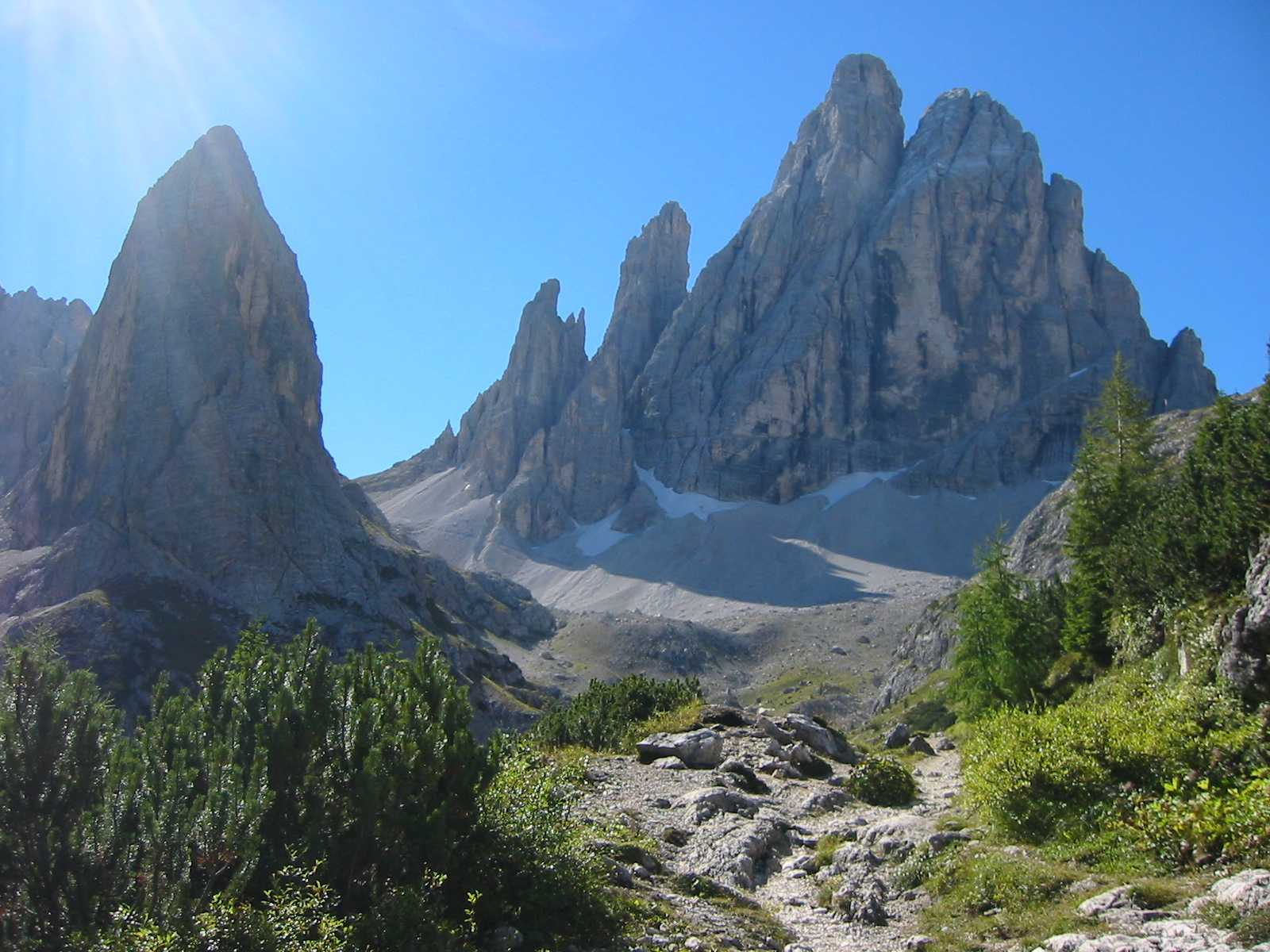
Hohe Leist (La Lista) und Zwölferkofl (Croda dei Toni) der Sextner Sonnenuhr

Der Ort ist als Sommer- und Wintersportort bekannt. Des Weiteren durch die „Sextner Sonnenuhr“, gebildet aus fünf Dolomiten-Gipfeln: Neuner, Zehner (Sextner Rotwand), Elfer, Zwölfer und Einser. Der Ort ist auch aufgrund der Tiroler Krippen, Wanderwege, Berge, Felsformationen und der Tier- und Pflanzenwelt bekannt.
In Sexten befindet sich auch eine 16,5 m hohe Indoor-Kletterhalle, genannt Dolomitarena.
1983 war Sexten Austragungsort des Interski, des wichtigsten Kongresses für das Skilehrerwesen.
Im Skigebiet Rotwand befindet sich die steilste präparierte Skipiste Italiens. Die schwarze Abfahrt Holzriese hat eine maximale Neigung von bis zu 71 %.
In Sexten gibt es zudem mehrere Rodelbahnen: die Rodelbahn Rotwand (abends beleuchtet) und die Rodelbahn Signaue sind über Kabinenbahnen erreichbar; die Rodelbahnen Innerfeldtal und Klammbachalm sind klassische Naturrodelbahnen, die zu bewirtschafteten Almhütten führen.

## Persönlichkeiten
- Sepp Forcher (1930–2021), österreichischer Fernsehmoderator
- Hilarius von Sexten (1839–1899), Kapuziner und Moraltheologe
- Claus Gatterer (1924–1984), Journalist und Autor
- Patrick Holzer (* 1970), Skirennläufer
- Veit Königer (1729–1792), Bildhauer
- Peter Ortner (* 1934), Biologe, Umweltschützer und Heimatpfleger
- Reimmichl (1867–1953), eigentlich Sebastian Rieger, Priester und Dichter
- Jannik Sinner (* 2001), Tennisspieler
- Vera Tschurtschenthaler (* 1997), Skirennläuferin

Bekannte Bergführer und Bergsteiger:
- Franz Innerkofler (1834–1898)
- Johann Jakob (Hans) Innerkofler (1833–1895)
- Michel Innerkofler (1844–1888)
- Sepp Innerkofler (1865–1915)